# باشگاه فوتبال الرجا کازابلانکا
باشگاه فوتبال الرجا (عربی: نادی الرجاء الریاضی) یک باشگاه فوتبال در کشور مراکش است. این باشگاه در تاریخ ۲۰ مارس ۱۹۴۹ در کازابلانکا بنیان‌گذاری شد.۱۳ قهرمانی در لیگ مراکش، ۹ قهرمانی در جام حذفی فوتبال مراکش، ۳ قهرمانی در لیگ قهرمانان آفریقا، ۲ قهرمانی در جام کنفدراسیون آفریقا، ۱ قهرمانی در جام آفریقا، ۲ قهرمانی در سوپر جام آفریقا، ۲ قهرمانی در جام قهرمانان باشگاه‌های عربی و نایب قهرمانی در جام باشگاه‌های جهان از مهم‌ترین افتخارات این باشگاه است.